# Paris (Ontário)
Paris  é um comunidade próxima aonde o Rio Nith desagua no Rio Grand em Ontário, Canadá. Foi votado "A Mais Bonita Cidadezinha no Canadá" pela revista Harrowsmith. Foi criada em 1850. Segundo o censo de 2016 população é de 12,310.

## História

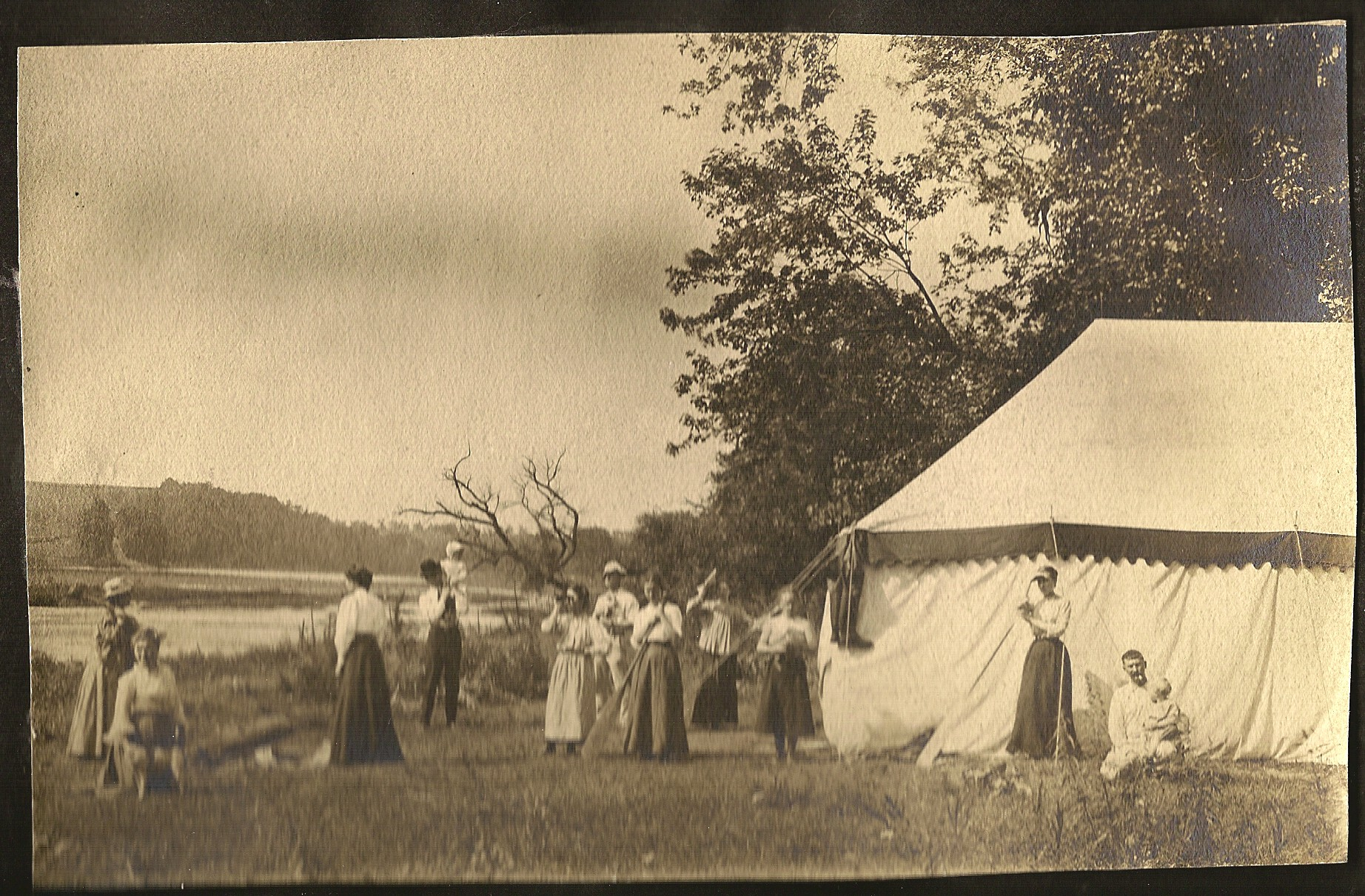
Família na virada do século, sentada próximo ao Rio Grand

Paris foi nomeado graças as reservas de Gipsita usadas para fazer o chamado "Gesso de Paris". O material foi descoberto em 1793 enquanto a área era investigada pelo britânicos. Em 1794 uma estrada havia sido construida a aprtir de onde, hoje, é Dundas, chamada de "A Estrada do Governador".
A cidade foi criada em 7 Maio de 1829, quando seu fundador, Hiram Capron, originalmente de Vermont, comprou a terra por $10,000 e a dividiu em dois lotes. Capron construiu um moinho e abriu uma forja e uma mina de gipsita.
Em adição do povo que vivia da terra na área, a comunidade de 1000 pessoas (americanos, escoceses, ingleses e irlandeses) estava tendo sucesso. Cinco igrejas foram construidas; e o serviço postal recebia correspondencia três vezes na semana.
A vila foi incorporada como uma cidade em 1856 tendo H. Finlayson como primeiro prefeito. Em 1869, a população era de cerca de 3,200.Desde o final dos anos 1990, Paris tem experienciado um crescimento populacional.

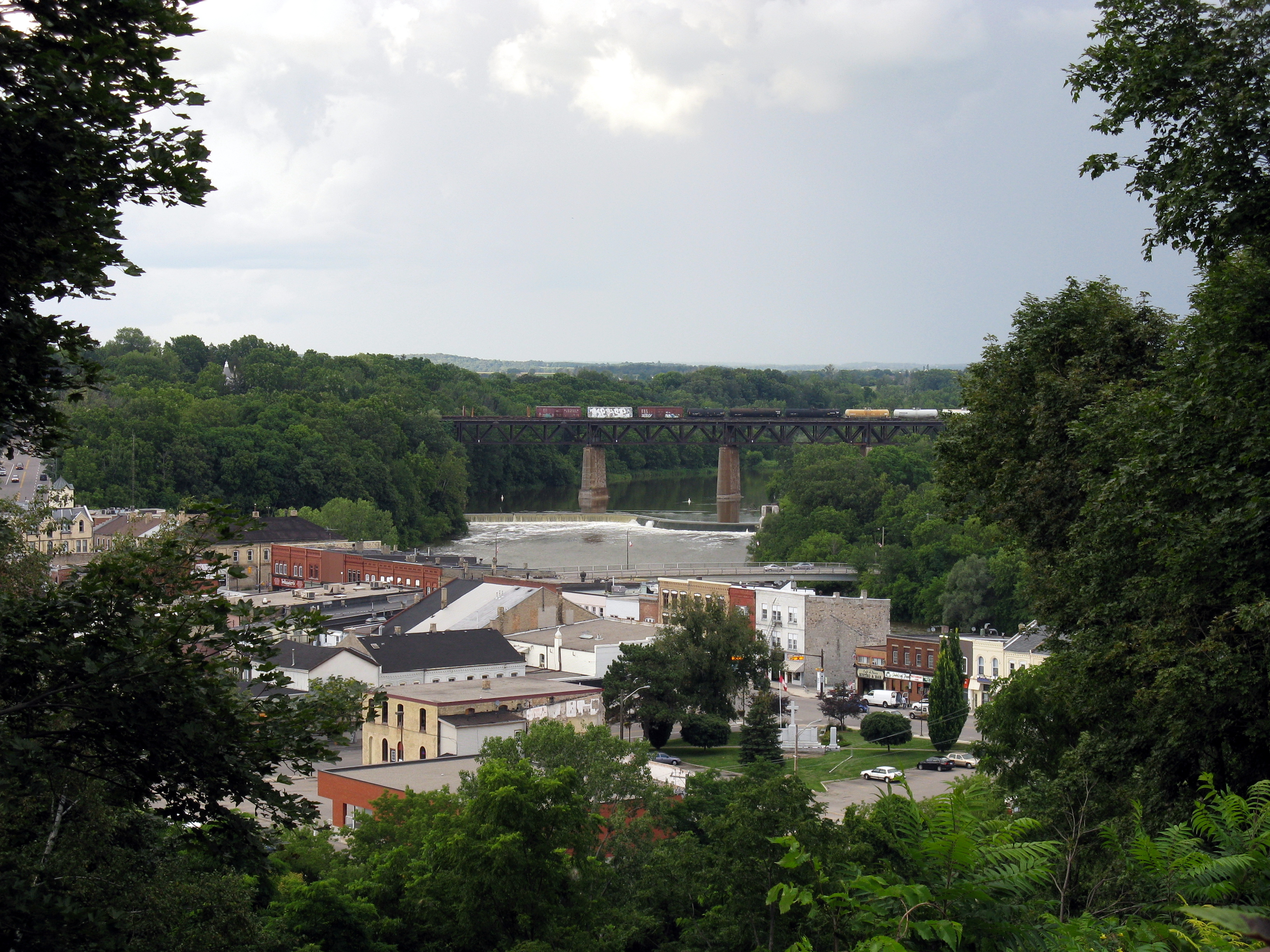

## Na cultura
- Longe Dela (2006)
- The Prize Winner of Defiance, Ohio (2005)
- Blood & Guts (1978)
- The Hard Part Begins (1973)

## Galeria

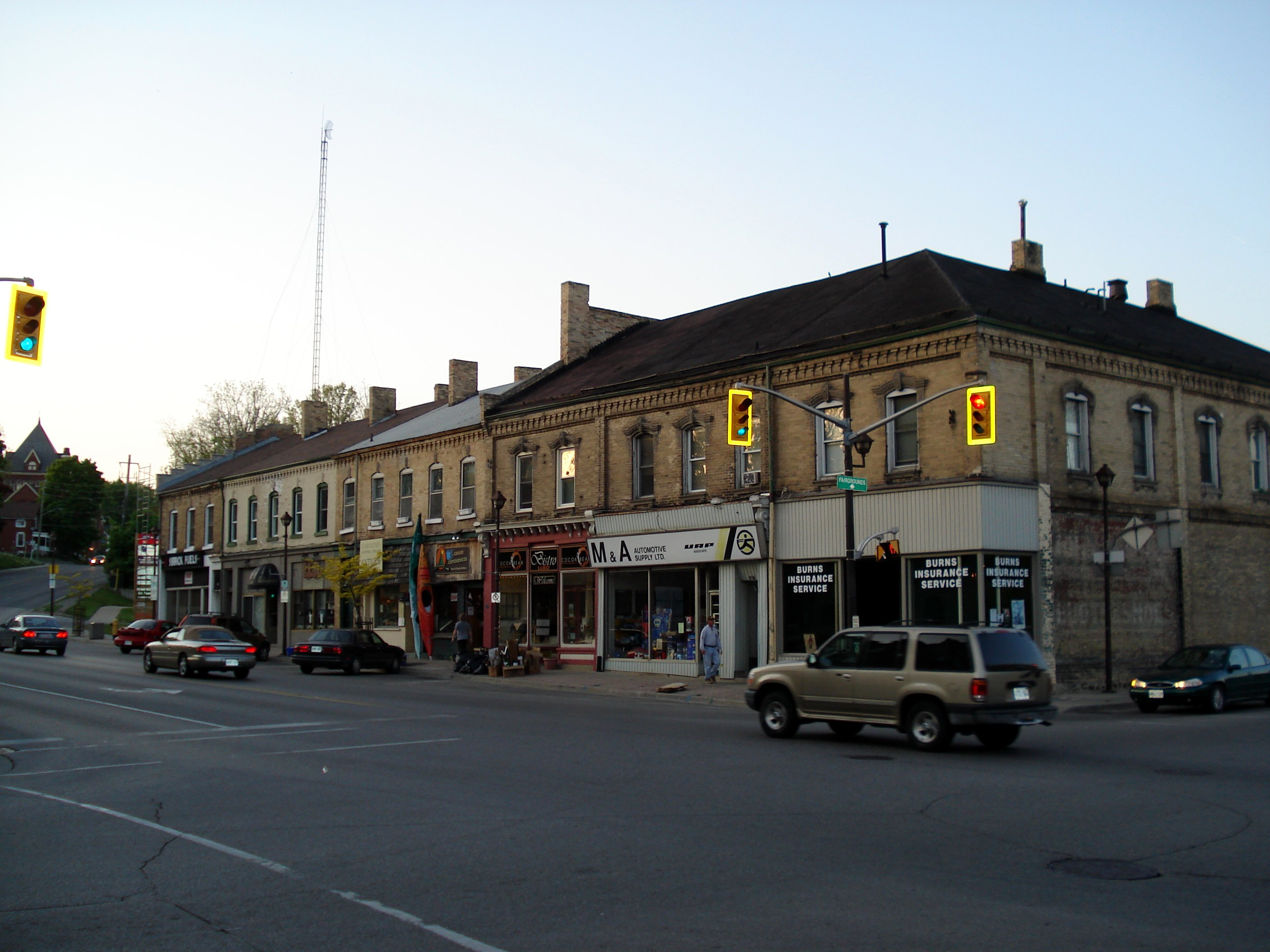
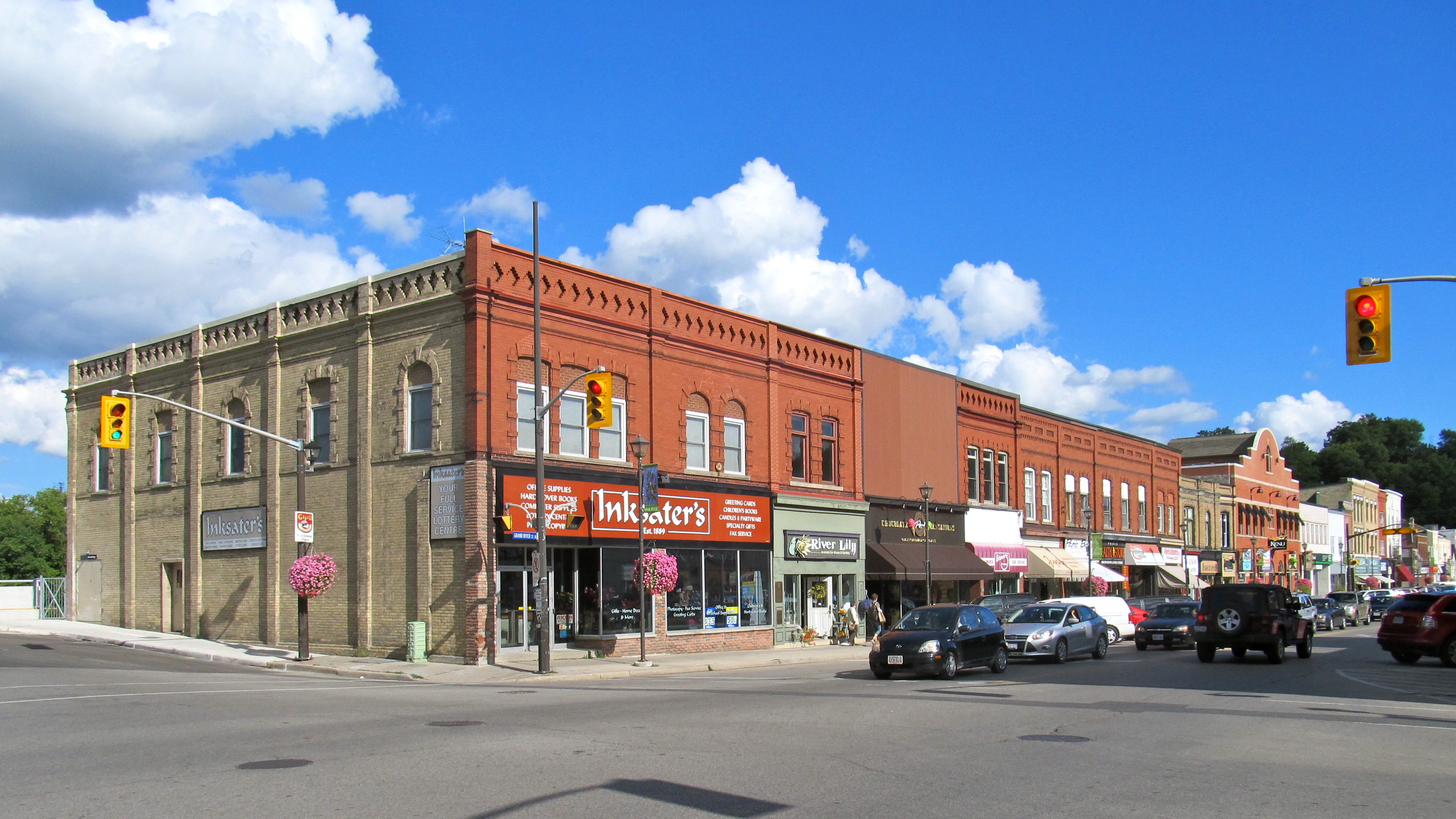
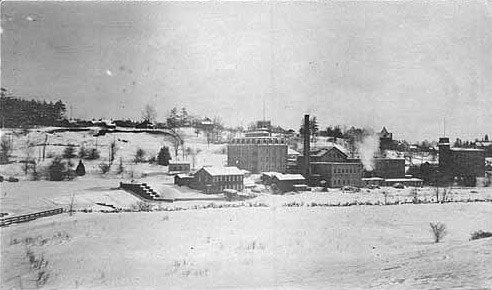
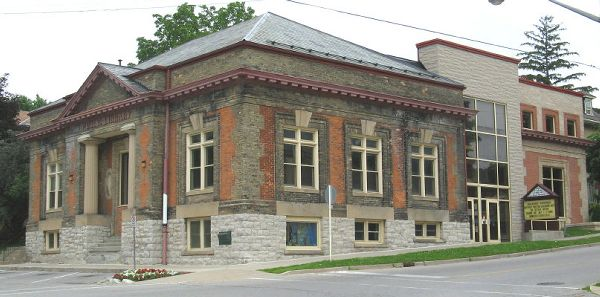
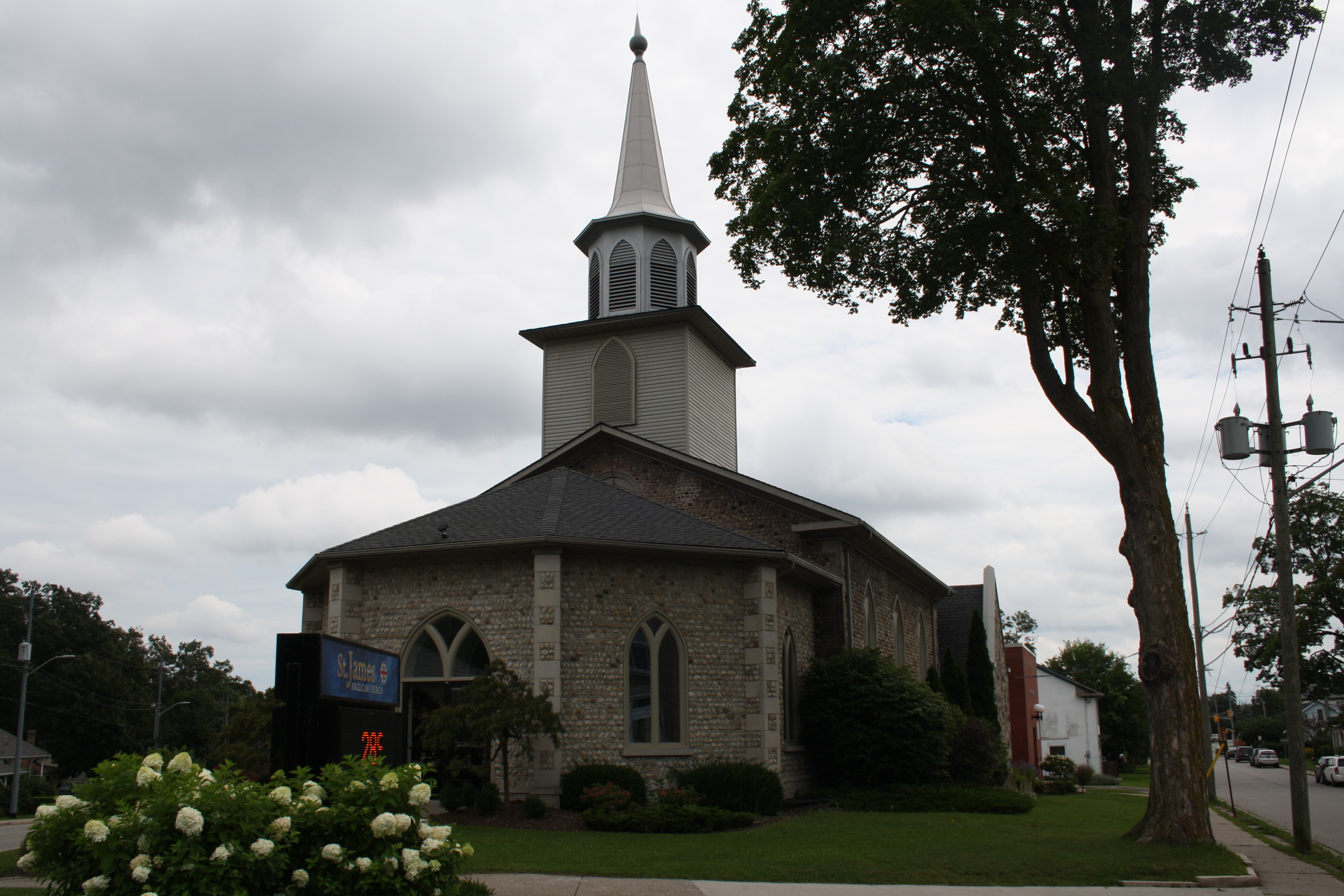
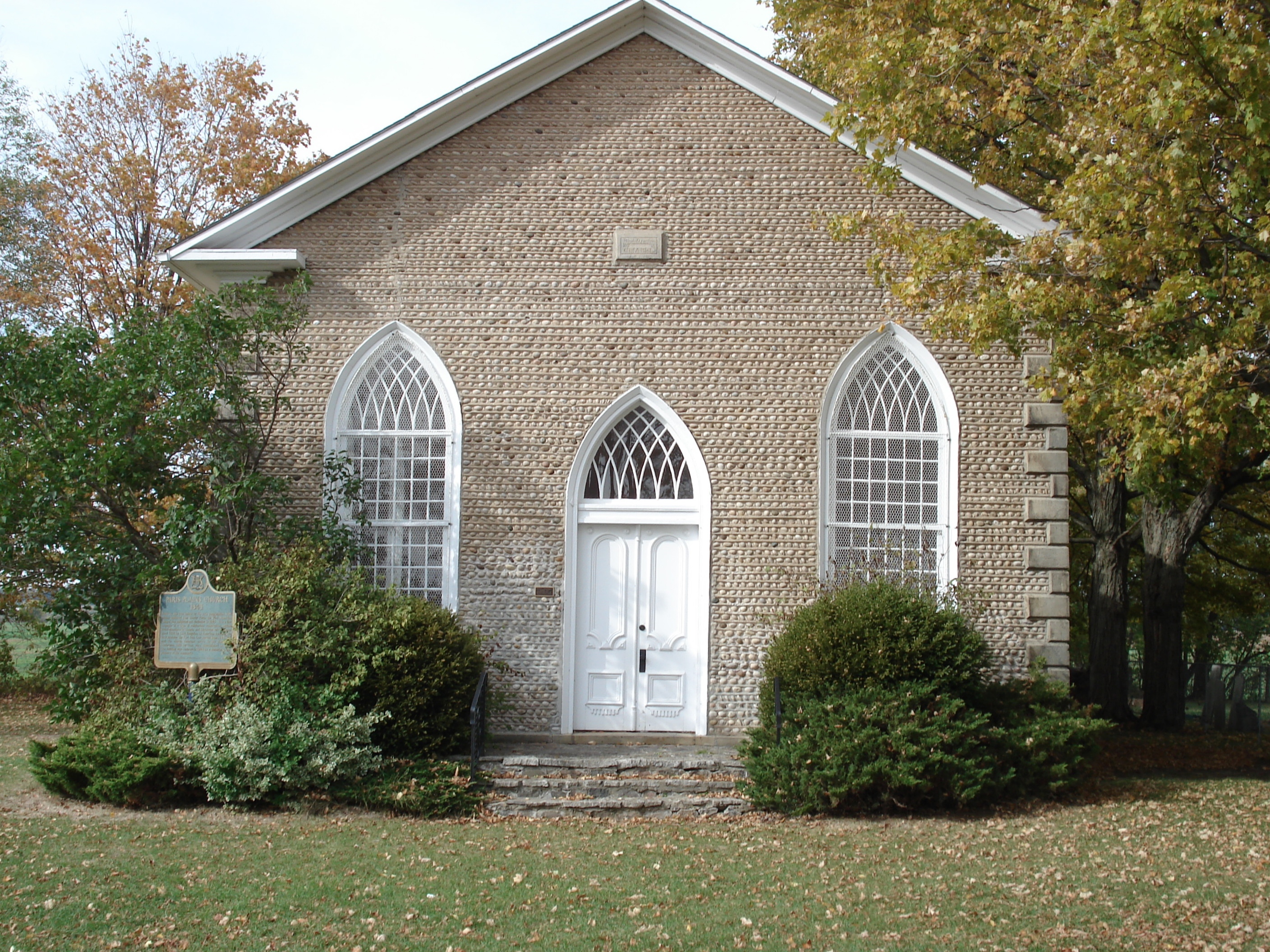
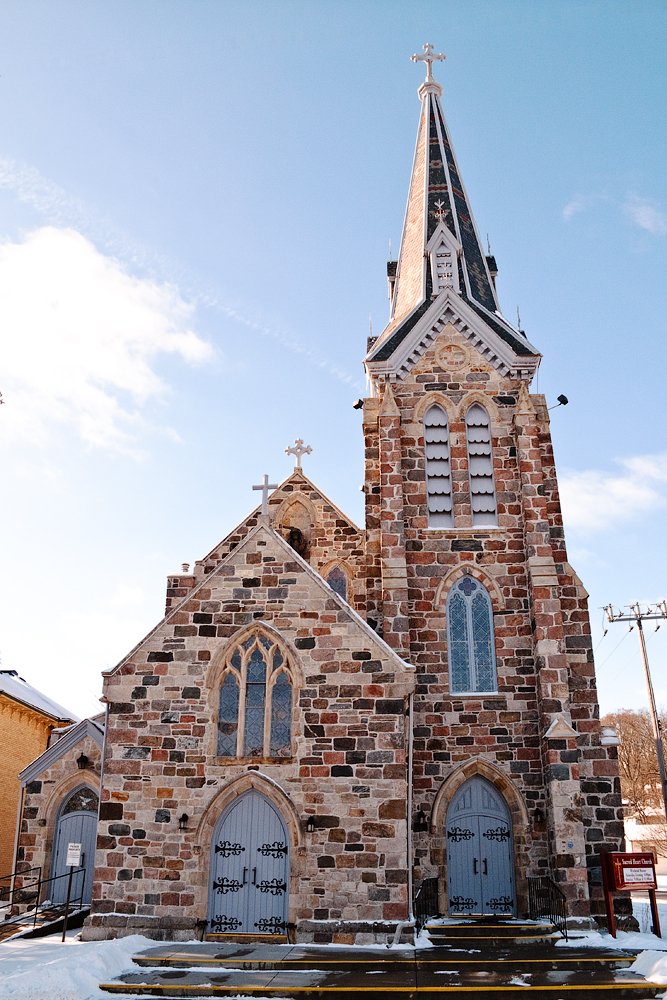
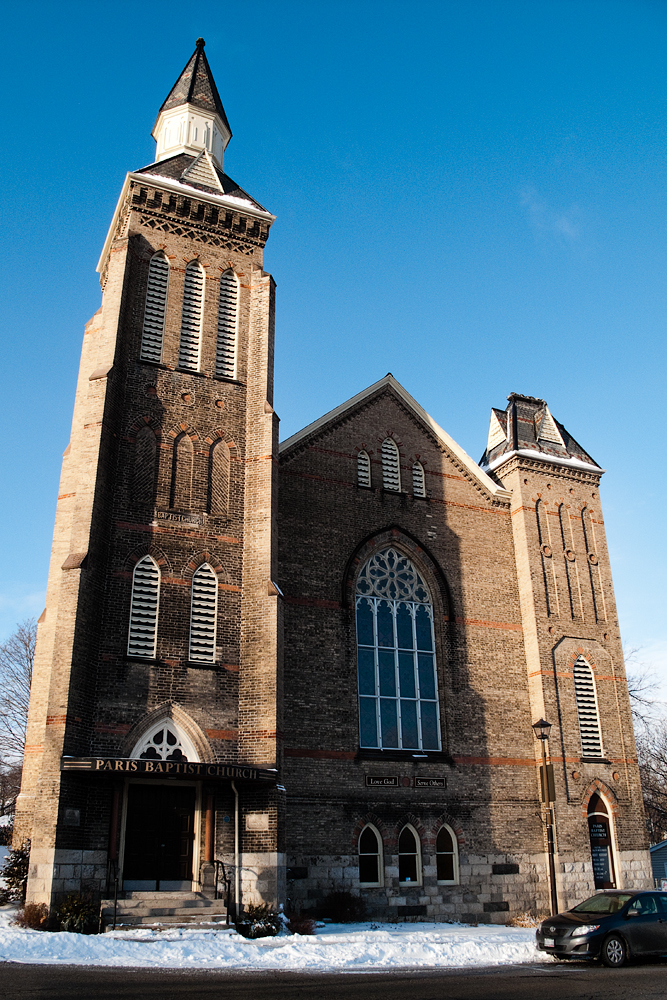